# Schronisko w Dolinie Goryczkowej
Schronisko w Dolinie Goryczkowej – nieistniejące schronisko turystyczne w Dolinie Goryczkowej w polskich Tatrach Zachodnich. Znajdowało się w dolnej części doliny na Niżniej Goryczkowej Równi, u północno-wschodnich podnóży Kondratowego Wierchu. 
Było to prywatne schronisko wybudowane w 1936 r.. przez Jana Polaka z Murzasichla (był on też właścicielem schroniska w Dolinie Kondratowej). Schronisko na Hali Goryczkowej było niewielkim drewnianym domem o dość prymitywnych warunkach bytowych. W czasie wojny przez krótki czas działał w nim obóz Hitlerjugend, w którym młodzież niemiecką przysposabiano do życia w spartańskich warunkach. Poza tym schronisko przeważnie było zamknięte. Tradycyjnie zatrzymywali się przy nim narciarze zjeżdżający z Kasprowego Wierchu. Kolejką na Kasprowy Wierch mogli wyjeżdżać zarówno Niemcy, jak i Polacy, ci musieli jednak posiadać specjalne zezwolenia, a Grenzschutz na szczycie Kasprowego często kontrolował wyjeżdżających kolejką. 
Po II wojnie światowej schronisko od Polaka wydzierżawili Zofia i Władysław Marcinowscy. Wieczorem 2 marca 1956 roku z Kondratowego Wierchu zeszła lawina ze Żlebu Marcinowskich. Zniszczyła ona schronisko i spowodowała śmierć obydwojga Marcinowskich, a także przebywających w budynku 3 żołnierzy Wojsk Ochrony Pogranicza. Lawina zniszczyła również drugie znajdujące się na Niżniej Goryczkowej Równi schronisko zwane Schroniskiem Króla. Żleb, którym zeszła lawina, nazwano potem Żlebem Marcinowskich.